# Bimota
Bimota és una empresa italiana fabricant de motocicletes, tant de personalitzades com de producció, que va ser fundada el 1966 a Rímini per Valerio Bianchi, Giuseppe Morri i Massimo Tamburini. El nom de la marca és un acrònim derivat de les dues primeres lletres dels cognoms: Bianchi, Morri i Tamburini.

## Productes

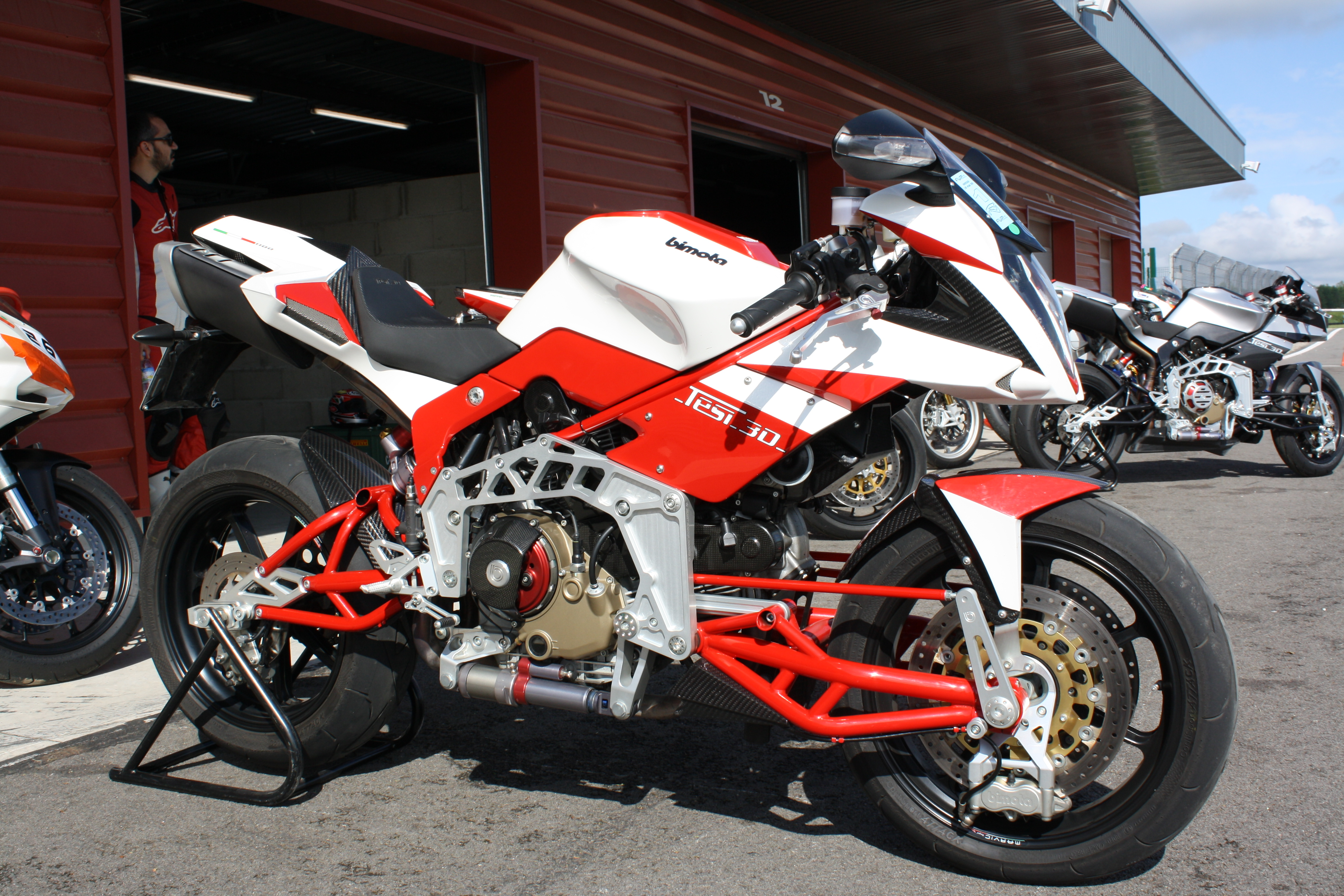
Bimota Tesi 3D

Bimota es va fundar el 1966 com a empresa especialitzada en calefacció i aire condicionat. No va ser fins al 1973 que els tres socis van produir la primera motocicleta amb aquesta marca. Aprofitant que, durant la dècada del 1970, el disseny de bastidors de motocicleta estava estancat, Bimota es va concentrar inicialment a construir xassissos de moto d'alta qualitat, als quals muntava motors disponibles al mercat. De bon començament, la marca va personalitzar els models d'alta gamma de Suzuki, Honda i Kawasaki, alhora que ajudava a desenvolupar i construir motocicletes sota la marca Lamborghini. Durant la dècada del 1980, Bimota va personalitzar també motocicletes Yamaha i Ducati.
Massimo Tamburini, un dels cofundadors i dissenyador en cap de Bimota des de fa molt de temps, ha estat un personatge clau en el desenvolupament d'altres marques italianes i és especialment recordat pel seu treball en la popular Ducati 916, la Ducati Paso i la MV Agusta F4; altres dissenyadors com ara el cap de Bimota, Sergio Robbiano, també han col·laborat amb fabricants industrials.
Entre els models més recents de Bimota hi ha les DB5, DB6, DB7, DB9 i la Tesi, així com la DB8, equipada amb motor Ducati 1198. La Tesi 3D era especialment inusual ja que, juntament amb la co-dissenyada Vyrus, era l'única motocicleta en producció aleshores a emprar direcció de nucli central.

## Competició
Bimota va experimentar per primera vegada l'èxit de les curses internacionals la temporada de 1980, quan Jon Ekerold, un pilot privat, va guanyar el campionat del món de 350cc amb una Bimota equipada amb motor Yamaha. La marca va reeixir també als primers anys del Campionat del Món de Superbike. Virginio Ferrari va guanyar el títol de Formula TT de 1987 fent tàndem amb Davide Tardozzi a bord d'una YB4 EI. El 1988, Tardozzi va guanyar cinc curses del primer mundial de superbike, més que cap altre competidor, però la seva irregularitat el va relegar al tercer lloc de la classificació final.
Després de molts anys sense èxit, l'australià Anthony Gobert va causar un gran impacte l'any 2000 en guanyar una cursa sobre pista humida a Phillip Island amb una Bimota SB8K. L'equip Alstare va presentar dues Bimota BB3 al mundial de Superbike del 2014, per als pilots Ayrton Badovini i Christian Iddon, tot i que, en principi, aquest model no disposava de prou unitats en producció com per a superar les normes d'homologació del campionat. Com a solució de compromís, es va permetre la participació de les motos a partir de la segona ronda, per bé que sense possibilitat de puntuar fins que aconseguissin l'homologació. A finals d'any, l'equip va acabar sense haver-se classificat en tota la temporada i fou desqualificat.

Models Bimota de competició
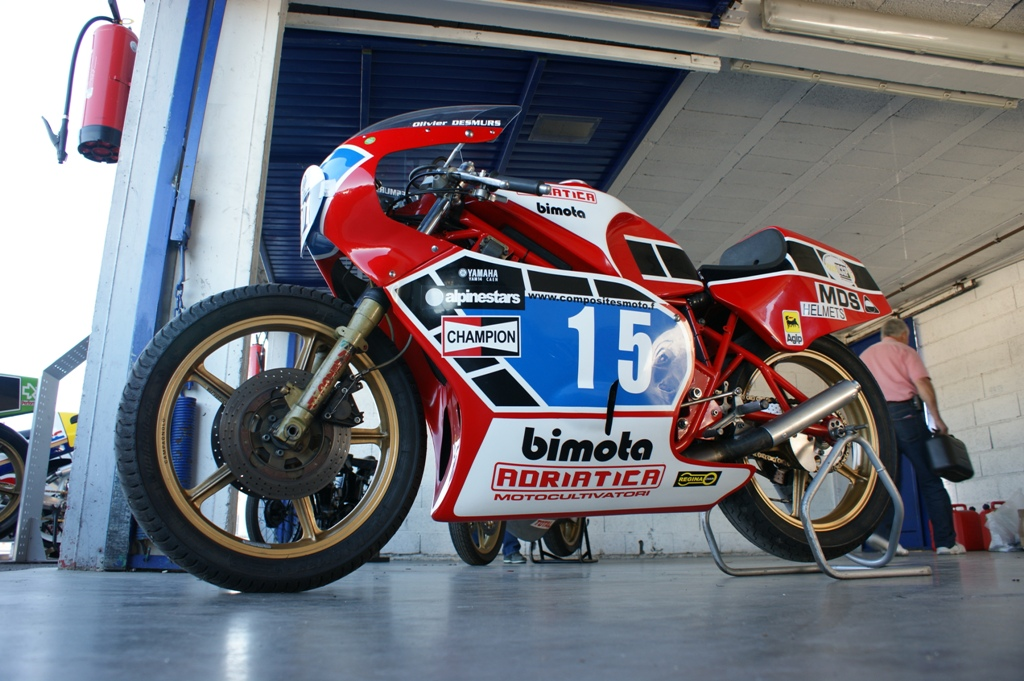
Bimota YB3
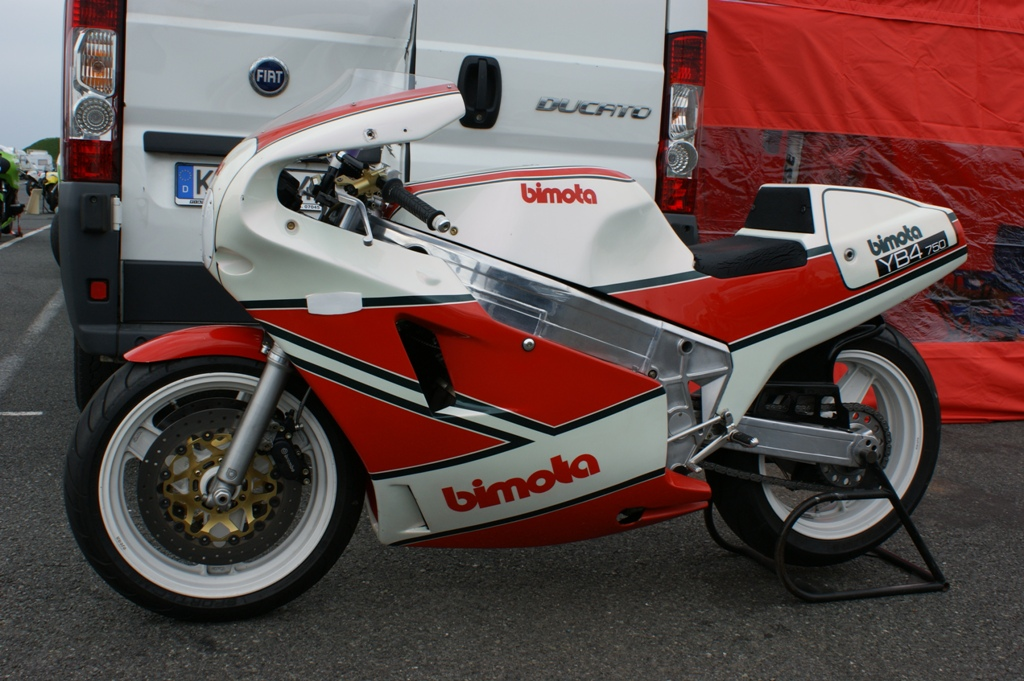
Bimota YB4
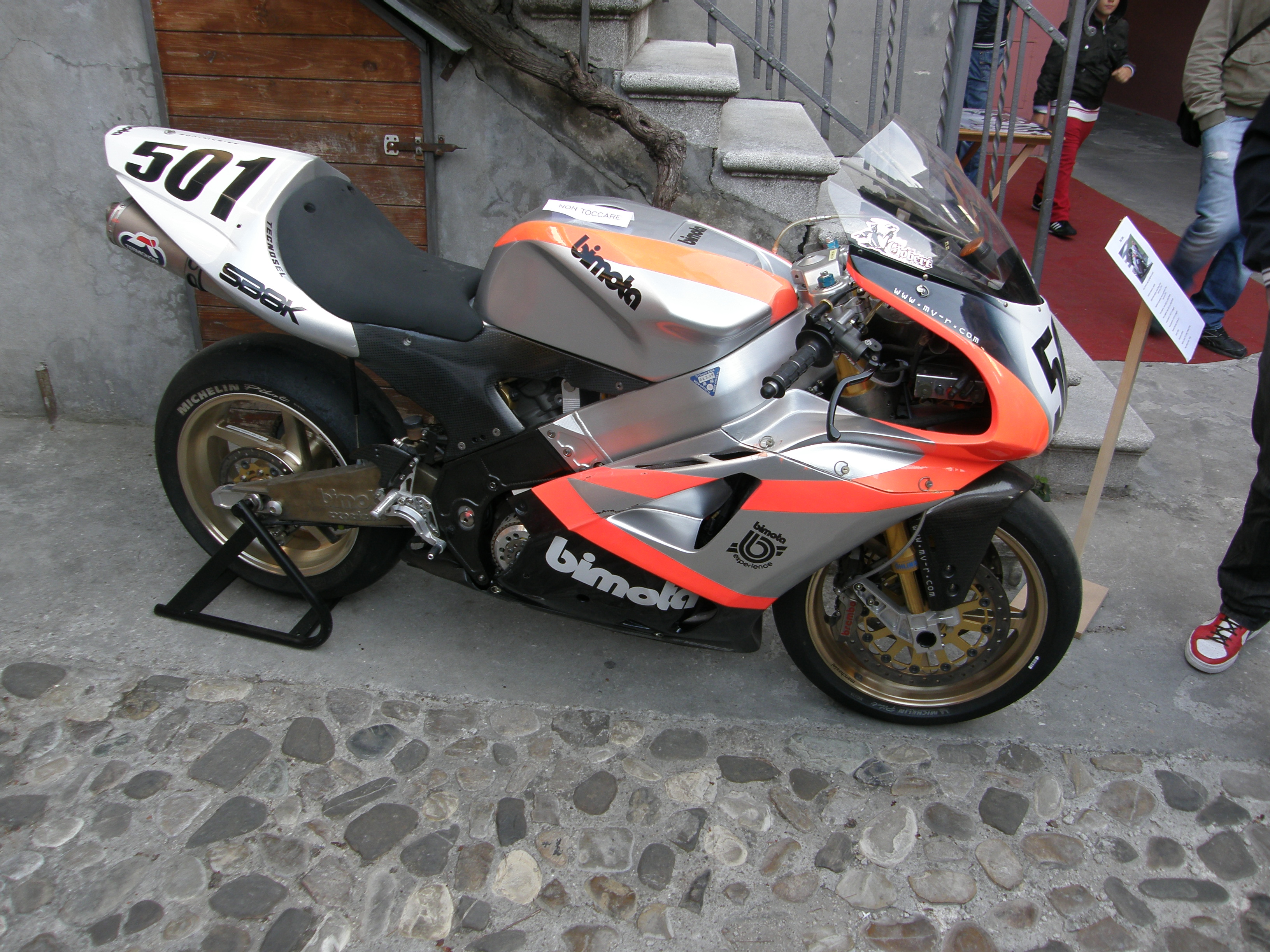
La Bimota SB8K d'Anthony Gobert
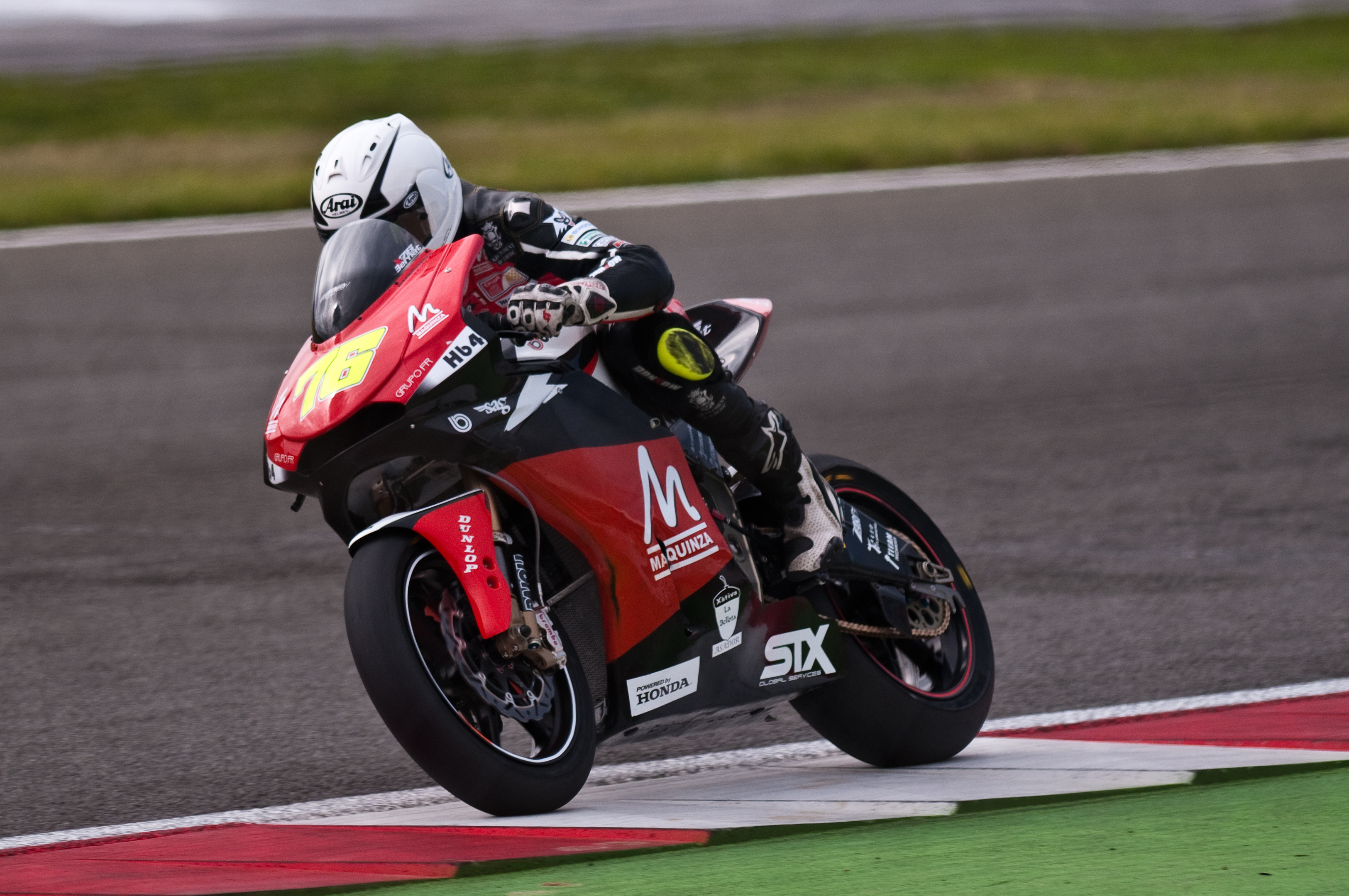
Bernat Martínez amb una Bimota HB4 al Gran Premi de Gran Bretanya del 2010
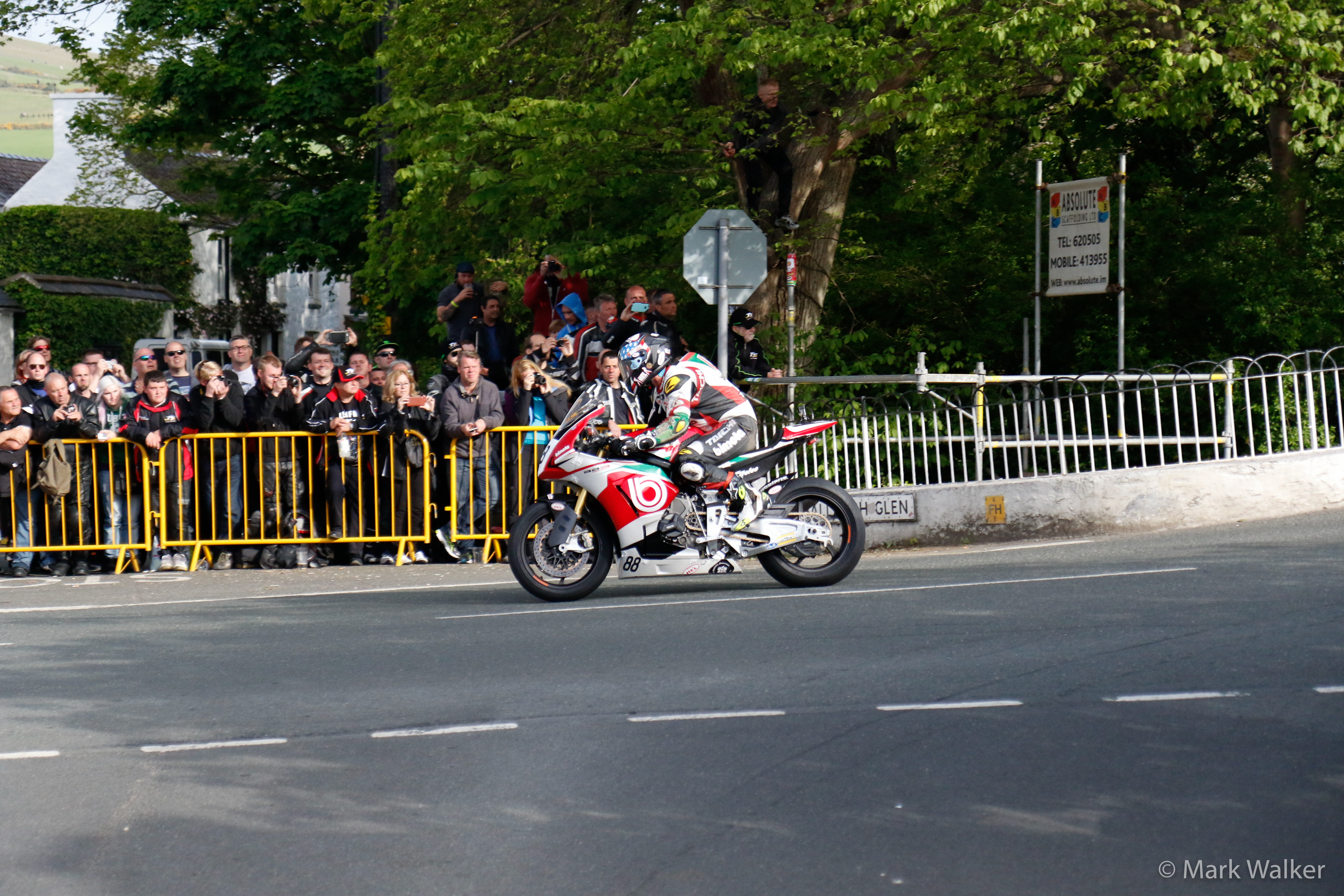
Brandon Cretu amb una Bimota BB3 al Senior TT del 2015

## Fallida i refundació

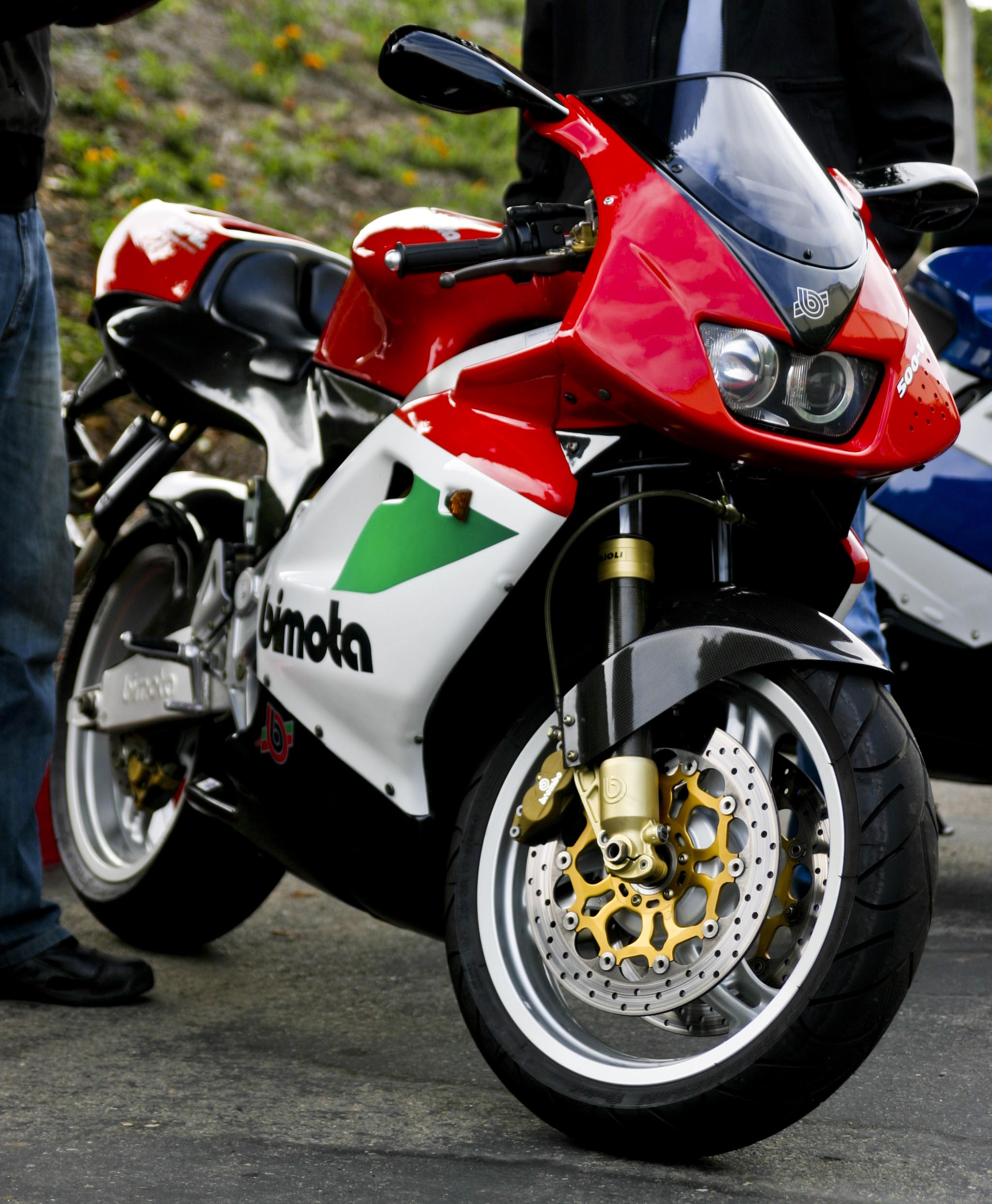
Bimota Vdue

El model V Due, llançat el 1997, tenia un defecte de disseny al motor. Bimota es va veure obligada a abandonar el nou sistema d'injecció de combustible i re-enginyeria de tot el motor i, finalment, va retirar tota la tirada de la V Due i en va fer una versió millorada, l'Evoluzione. Només es van construir 340 V Dues originals i 21 Evoluzione. Mentre passava això, durant la temporada del Mundial de Superbike del 2000, un dels principals patrocinadors de Bimota va desaparèixer i el seu important deute a la companyia va restar impagat. La combinació d'ambdós fets va obligar Bimota a declarar-se en concurs de creditors i a tancar les portes.
El 2003, els nous propietaris dels actius de la marca, Lorenzo Ducati i Giuseppi Della Pietra, van fundar la nova societat Alternativa Moto amb la intenció de fabricar motos completament italianes amb motors Ducati i van vendre els drets de la V-Due a Win-Win. Un nou grup d'inversors, presidit per Marco Chiancianesi i el seu soci comercial Daniele Longoni (tots dos, actius cienciólegs) va comprar els drets del nom i els dissenys de Bimota i va reiniciar l'empresa.
Notícies recents dibuixen un panorama menys optimista per al futur de Bimota: el 2017, la fàbrica de Rímini s'havia tancat i els recanvis i algunes motocicletes incompletes eren en altres llocs, possiblement a Suïssa. L'octubre de 2019, Kawasaki Heavy Industries va comprar una participació del 49% de l'empresa i poc després va anunciar la intenció de fabricar motocicletes Bimota fent servir peces de la cadena de subministrament de Kawasaki.

## Models

### Motocicletes de competició
- Bimota GB1
- Bimota HB4
- HDB1
- HDB2
- HDB3
- Bimota SB1
- Bimota SB8K
- Bimota YB3
- BIC 500 8v BM 3
- V 90 BM 4

### Gamma de models del 2021
- Bimota Tesi H2
- Bimota Tesi H2 Carbon
- Bimota KB4
- Bimota KB4 RC